# Халепо Анатолій Трохимович
Анатолій Трохимович Халепо (22 листопада 1934, Харків — 26 травня 2020, Київ) — київський екскурсовод у 1959−2020 роках.
Один із засновників ГО «Ліга екскурсоводів м. Києва». Патріарх екскурсійної роботи, наставник багатьох поколінь екскурсоводів, автор унікальних маршрутів, багато років викладав у Київському університеті туризму, економіки і права.

## Життєпис
Народився 22 листопада 1934 року в Харкові, у родині службовців — Халепо Трохима Івановича (1903—1983) та Халепо Ліни Антонівни (1904—1990).
Закінчив історичний факультет КДУ імені Тараса Шевченка (1953−1958). Працював у Київському палаці піонерів та школярів, а також вчителем історії у середній школі № 138.
З 1959 року долучився до екскурсійної справи у товаристві «Знання», а потім і в Київському бюро подорожей та екскурсій.

В університеті став займатися спортивним туризмом. Був одним із засновників Київського міського клубу туристів (1959 рік). Став авторитетним альпіністом, одним з лідерів київського спортивного туризму, першим головою Київської ради з туризму. Побував у Хібінах, в Карпатах, на Кавказі, Тянь-Шані, Алтаї, в Криму. В 1966 році взяв участь у лижному поході 5-ї категорії складності по Алтаю, а в 1968 ходив на Кольський півострів.
…наказом по Київському міському комітету з фізичної культури і спорту від 1955 р. «Про затвердження інструкторів з туризму» С. Коробкову, Б. Горлицькому, А. Халепо, А. Кондрацькому, Л. Овандеру (КДУ) і О. Рувінському («Теплоенергопроект») затверджено ІІ-ІІІ розряди з туризму…
…у жовтні 1957 р. Головою київської секції туризму було обрано О. Рувінського, маршрутну комісію очолив С. Коробков, агітаційну — А. Халепо, оргмасову — Л. Хозін, кваліфікаційну — Ю. Козуб…
На І міській туристській конференції було обрано правління клубу, що складалося з 15 осіб. Першим головою його правління було обрано С. В. Коробкова (1963—1965), першим старшим інструктором клубу став А. Т. Халепо (1963—1965)…
З 1963 по 1965 р. у Києві діяла створена згідно постанови Президії ВЦРПС обласна Рада з туризму на громадських засадах, підвідомча Облсовпрофу. Її очолював Анатолій Трохимович Халепо, одночасно з виконанням обов'язків старшого інструктора міського клубу. Йому належало право підпису фінансових документів клубу.

## Нагороди
- Орден «Знак Пошани» (1982)

## Родовід
- Батько, Трохим Іванович, родом зі Стародубщини.
- Мав старшого на 10 років брата Віктора, який загинув при штурмі Берліна у 1945 році
- Дружина, Тетяна Володимирівна Нечай
- Син Олексій

## Учні
- Киркевич Віктор Геннадійович, Заслужений працівник культури України, Почесний краєзнавець України